# Zbigniew Sołtysik
Zbigniew Sołtysik (ur. 26 stycznia 1958) – były polski piłkarz grający na pozycji obrońcy lub pomocnika, trener piłkarski.

## Życiorys
Jest wychowankiem Warty Zawiercie, w której grę rozpoczął jako trampkarz; jego pierwszym trenerem był Marian Chabrzyk. W 1981 roku przeszedł do Rakowa Częstochowa. W sezonie 1983/1984 został wicekrólem strzelców II liga. W barwach Rakowa zadebiutował 9 sierpnia 1981 w meczu ze Stalą Rzeszów. W sezonie 1981/1982 wystąpił w 29 spotkaniach II ligi. W częstochowskim klubie występował do 1984 roku, rozgrywając 87 meczów ligowych.
W połowie 1984 roku zainteresowanie Sołtysikiem wykazywał Górnik Knurów, jednakże piłkarz ostatecznie podpisał kontrakt z pierwszoligowym Zagłębiem Sosnowiec. W pierwszym sezonie wystąpił w 23 spotkaniach I ligi, zdobywając jednego gola, w wygranym 2:0 spotkaniu z GKS Katowice (13 kwietnia). W Zagłębiu występował do 1986 roku, rozgrywając ogółem 35 spotkań w I lidze. Następnie wrócił do Rakowa, występującego wówczas w III lidze. W 1990 roku awansował z klubem do II ligi. Ogółem dla Rakowa rozegrał 236 meczów, zdobywając 45 bramek. Ostatni mecz dla częstochowskiego klubu zagrał 20 czerwca 1992 roku w wygranym 5:3 spotkaniu z Naprzodem Rydułtowy.
W 1992 roku wrócił do Warty Zawiercie, w której zakończył karierę pięć lat później. Po zakończeniu kariery zawodniczej został trenerem seniorów Warty, z którą przez dwa lata z rzędu awansował do czwartej oraz trzeciej ligi. W sezonie 1999/2000 prowadzeni przez niego piłkarze zajęli dziesiąte miejsce w III lidze. Po czwartej kolejce sezonu 2000/2001 wskutek niesatysfakcjonujących wyników został relegowany do funkcji asystenta trenera, którym wówczas został Andrzej Lenartowicz. Po upadku Warty Zawiercie trenował juniorów TKKF Stadion Zawiercie. Następnie prowadził takie zespoły, jak Łazowianka Łazy i Piliczanka Pilica.

## Statystyki ligowe
| Sezon         | Klub               | Liga           | Mecze | Gole |
| ------------- | ------------------ | -------------- | ----- | ---- |
| 1981/1982     | Raków Częstochowa  | II liga        | 29    | 4    |
| 1982/1983     | Raków Częstochowa  | II liga        | ?     | 6    |
| 1983/1984     | Raków Częstochowa  | II liga        | ?     | 11   |
| 1984/1985     | Zagłębie Sosnowiec | I liga         | 23    | 1    |
| 1985/1986     | Zagłębie Sosnowiec | I liga         | 12    | 0    |
| 1986/1987     | Raków Częstochowa  | III liga       | ?     | ?    |
| 1987/1988     | Raków Częstochowa  | III liga       | ?     | ?    |
| 1988/1989     | Raków Częstochowa  | III liga       | ?     | ?    |
| 1989/1990     | Raków Częstochowa  | III liga       | ?     | ?    |
| 1990/1991     | Raków Częstochowa  | II liga        | 35    | 3    |
| 1991/1992     | Raków Częstochowa  | II liga        | 31    | 0    |
| 1997/1998 (j) | Warta Zawiercie    | klasa okręgowa | 16    | 0    |